# 28419 Tanpitcha
28419 Tanpitcha è un asteroide della fascia principale. Scoperto nel 1999, presenta un'orbita caratterizzata da un semiasse maggiore pari a 2,2898318 UA e da un'eccentricità di 0,1830028, inclinata di 6,20456° rispetto all'eclittica.